# 北海道教育大学附属札幌小学校
北海道教育大学附属札幌小学校（ほっかいどうきょういくだいがくふぞくさっぽろしょうがっこう）は、札幌市北区に所在する北海道教育大学札幌校の附属教育研究機関（小学校）である。

## 沿革
- 1883年（明治16年）5月31日 - 創成学校を附属校として札幌県師範学校（北1条西3丁目[1]）が創立[2]
- 1884年（明治17年）1月22日 - 札幌県師範学校附属小学校を新築（北1条西3丁目）、創成学校は附属を解除される[3]
- 1886年（明治19年）
  - 3月6日 - 札幌県廃止、北海道庁設置に伴い、庁立札幌師範学校附属小学校と改称[4][注釈 1]
  - 9月17日 - 庁立札幌師範学校附属小学校を廃し、北海道師範学校附属小学校を設置[5]（北1条西3丁目[注釈 2]）
- 1887年（明治20年）4月28日 - 師範学校令により、北海道尋常師範学校附属小学校と改称[6]
- 1891年（明治24年）
  - 12月9日 - 校舎火災により全焼[7]
  - 12月16日 - 町会所および警察署跡（大通西3丁目）で授業を再開[8][注釈 3]
- 1892年（明治25年）10月7日 - 旧藻岩学校（創成学校第一分校）跡（南3条西7丁目、現・札幌市立資生館小学校の位置）に移転[8][注釈 4]
- 1894年（明治27年）9月1日 - 南1条西14丁目（現・中村記念病院の位置）[9][注釈 5]に校舎を新築移転[10]
- 1898年（明治31年）4月1日 - 第1次師範教育令施行、北海道師範学校附属小学校と改称[11]
- 1914年（大正3年）4月1日 - 北海道函館師範学校の創立に伴い、北海道札幌師範学校附属小学校と改称[12]
- 1921年（大正10年）12月 - 校舎を新築移転、翌月から新校舎で授業開始[13][注釈 6]（現・札幌市立二条小学校の位置[14]、南2条西15丁目）
- 1941年（昭和16年）4月1日 - 国民学校令施行、北海道札幌師範学校附属国民学校と改称[15]
- 1943年（昭和18年）4月1日 - 第2次師範教育令施行、北海道第一師範学校男子部附属国民学校と改称[16]
- 1947年（昭和22年）4月1日 - 学校教育法施行、初等科を北海道第一師範学校男子部附属小学校に[17]、高等科を附属中学校に改組[17]
- 1949年（昭和24年）5月31日 - 国立学校設置法公布・施行により、北海道第一師範学校が北海道学芸大学に包括されることとなり、北海道学芸大学・北海道第一師範学校附属札幌小学校と改称[18]
- 1950年（昭和25年）10月 - 南22条西13丁目（現・札幌市中央図書館の位置）に校舎新築、移転[注釈 7]
- 1951年（昭和26年）4月1日 - 北海道第一師範学校廃止に伴い、北海道学芸大学附属札幌小学校と改称[19][注釈 8]
- 1966年（昭和41年）4月1日 - 国立学校設置法の一部改正に伴い、北海道教育大学教育学部附属札幌小学校と改称[20]
- 1989年（平成元年）4月 - 札幌市北区あいの里へ移転[21]
- 2004年（平成16年）4月1日 - 北海道教育大学の国立大学法人化[22]に伴い、国立大学法人北海道教育大学附属札幌小学校と改称[23][注釈 9]

## 概要
- 教育大学の附属機関であるため教育実習が多く、毎年研究大会が開かれる。実験的な授業も少なくない。同校教諭は「大学職員」という位置づけなので「教官」と呼称され、職員室にあたる場所は教官室であるが、児童は他校同様「先生」と呼ぶ。学校長は教育大学札幌校の担当教授が任ぜられるが、実務は他の市立小学校には無い「副校長」が担う。教頭職は無い。
- 音楽と図工は専門教諭が、外国語はALTがおり、専門的な教育が受けられる。
- 制服・ジャージ・上靴・運動靴・通学鞄等は指定のものがある。
- 同校ふじのめ学級との交流がある。
- 通学指定区域は、札幌市内。登下校の時間と安全が確保でき、札幌市内在住であれば通学可能である。入学にあたっては選考がある。あいの里教育大駅・麻生駅・栄町駅方面への通学バスがあり、多くの児童が利用している。
- 生徒数は普通学級一学年2クラス編成であるため、定数は70名前後となる。

## 出身者
- 飯田隆（哲学者・慶應義塾大学教授）
- 石井次郎（地質学者・東海大学名誉教授）
- 石田達郎（元フジテレビ社長）
- 石森延男（児童文学者）
- 大崎善生（作家）
- 大塚有理子（プロゴルファー）
- 岡村喬生（声楽家）
- 鴨志田穣（フリージャーナリスト、カメラマン、エッセイスト）
- 川村隆（東京電力ホールディングス取締役会長、元日立製作所取締役・代表執行役会長兼執行役社長）
- 北出菜奈（歌手）
- 近藤駿介（原子炉工学者・東京大学名誉教授）
- 近藤龍夫 (元北海道電力社長、元北海道経済連合会会長)
- 佐藤貢（元雪印乳業社長・会長）
- 外岡秀俊（作家、朝日新聞東京本社編集局長）
- 高木宏壽 (元衆議院議員）
- 竹島一彦（前公正取引委員会委員長、元国税庁長官）
- 田中秀穂（外交官）
- 丹治愛（英文学者・東京大学教授）
- 丹保憲仁（土木工学、北海道大学元総長/名誉教授、放送大学元学長/名誉教授）
- 中西章一（ラジオパーソナリティ・コメンテーター）
- 成田青央（作家）
- 本郷新（彫刻家）
- 牧口常三郎（元教員、創価教育学会創始者)
- 渡辺みなみ（アナウンサー）